# Cheilophyllum sphaerocarpum
Cheilophyllum sphaerocarpum är en flenörtsväxtart som beskrevs av Ignatz Urban. Cheilophyllum sphaerocarpum ingår i släktet Cheilophyllum och familjen flenörtsväxter. Inga underarter finns listade i Catalogue of Life.